# Svédország a 2024. évi nyári olimpiai játékokon
Svédország a franciaországi Párizsban megrendezett 2024. évi nyári olimpiai játékok egyik részt vevő nemzete volt. Az országot az olimpián 18 sportágban 125 sportoló képviselte, akik összesen 11 érmet szereztek.

## Érmesek
| Érem  | Versenyző                                        | Sportág       | Versenyszám            |
| ----- | ------------------------------------------------ | ------------- | ---------------------- |
| Arany | Armand Duplantis                                 | Atlétika      | Férfi rúdugrás         |
| Arany | David Åhman Jonatan Hellvig                      | Röplabda      | Férfi strandröplabda   |
| Arany | Sarah Sjöström                                   | Úszás         | Női 50 m gyors         |
| Arany | Sarah Sjöström                                   | Úszás         | Női 100 m gyors        |
| Ezüst | Truls Möregårdh                                  | Asztalitenisz | Férfi egyes            |
| Ezüst | Kristian Karlsson Anton Källberg Truls Möregårdh | Asztalitenisz | Férfi csapat           |
| Ezüst | Victor Lindgren                                  | Sportlövészet | Férfi légpuska         |
| Ezüst | Vilma Bobeck Rebecca Netzler                     | Vitorlázás    | Női 49erFX osztály     |
| Bronz | Tara Babulfath                                   | Cselgáncs     | Női légsúly            |
| Bronz | Jenny Rissveds                                   | Kerékpározás  | Női terep-kerékpározás |
| Bronz | Anton Dahlberg Lovisa Karlsson                   | Vitorlázás    | 470-es osztály         |

## Asztalitenisz
Férfi
| Versenyző                                        | Versenyszám | Selejtező         | 64-es főtábla                                                   | 32-es főtábla                                                           | Nyolcaddöntő                                                            | Negyeddöntő                                                         | Elődöntő                                                                   | Döntő                                                                                             | Helyezés |
| Versenyző                                        | Versenyszám | Ellenfél Eredmény | Ellenfél Eredmény                                               | Ellenfél Eredmény                                                       | Ellenfél Eredmény                                                       | Ellenfél Eredmény                                                   | Ellenfél Eredmény                                                          | Ellenfél Eredmény                                                                                 | Helyezés |
| ------------------------------------------------ | ----------- | ----------------- | --------------------------------------------------------------- | ----------------------------------------------------------------------- | ----------------------------------------------------------------------- | ------------------------------------------------------------------- | -------------------------------------------------------------------------- | ------------------------------------------------------------------------------------------------- | -------- |
| Anton Källberg                                   | Egyes       | erőnyerő          | Saheed Idowu (CGO) · 11–7, 11–13, 11–4, 11–6, 12–14, 6–11, 11–9 | Félix Lebrun (FRA) · 4–11, 7–11, 8–11, 11–4, 15–13, 8–11                | kiesett                                                                 | kiesett                                                             | kiesett                                                                    | kiesett                                                                                           | 17.      |
| Truls Möregårdh                                  | Egyes       | erőnyerő          | Cedric Nuytinck (BEL) · 11–4, 11–9, 11–9, 11–4                  | Vang Csu-csin (Wang Chuqin) (CHN) · 12–10, 11–7, 5–11, 7–11, 11–9, 11–6 | Kao Cheng-jui (TPE) · 14–16, 13–11, 11–8, 12–10, 11–6                   | Omar Assar (EGY) · 11–7, 6–11, 14–12, 14–12, 11–2                   | Hugo Calderano (BRA) · 12–10, 16–14, 7–11, 11–7, 10–12, 11–8               | Fan Csen-tung (Fan Zhendong) (CHN) · 11–7, 9–11, 9–11, 8–11, 8–11                                 |          |
| Kristian Karlsson Anton Källberg Truls Möregårdh | Csapat      |                   |                                                                 |                                                                         | Dánia (DEN) · Martin Buch Anderson · Jonathan Groth · Anders Lind · 3–0 | Németország (GER) · Timo Boll · Dimitrij Ovtcharov · Dang Qiu · 3–0 | Japán (JPN) · Harimoto Tomokazu · Hiroto Shinozuka · Shunsuke Togami · 3–2 | Kína (CHN) · Fan Csen-tung (Fan Zhendong) · Vang Csu-csin (Wang Chuqin) · Ma Lonk (Ma Long) · 0–3 |          |

Női
| Versenyző                                          | Versenyszám | Selejtező         | 64-es főtábla                                           | 32-es főtábla                                              | Nyolcaddöntő                                                                                                   | Negyeddöntő                                                                                         | Elődöntő          | Döntő             | Helyezés |
| Versenyző                                          | Versenyszám | Ellenfél Eredmény | Ellenfél Eredmény                                       | Ellenfél Eredmény                                          | Ellenfél Eredmény                                                                                              | Ellenfél Eredmény                                                                                   | Ellenfél Eredmény | Ellenfél Eredmény | Helyezés |
| -------------------------------------------------- | ----------- | ----------------- | ------------------------------------------------------- | ---------------------------------------------------------- | --- | --------------------------------------------------------------------------------------------------- | ----------------- | ----------------- | -------- |
| Linda Bergström                                    | Egyes       | erőnyerő          | Katarzyna Węgrzyn (POL) · 11–7, 9–11, 14–12, 11–9, 11–6 | Csen Meng (Chen Meng) (CHN) · 11–8, 4–11, 7–11, 9–11, 8–11 | kiesett | kiesett                                                                                             | kiesett           | kiesett           | 17.      |
| Christina Källberg                                 | Egyes       | erőnyerő          | Sreeja Akula (IND) · 4–11, 9–11, 7–11, 8–11             | kiesett                                                    | kiesett | kiesett                                                                                             | kiesett           | kiesett           | 33.      |
| Filippa Bergand Linda Bergström Christina Källberg | Csapat      |                   |                                                         |                                                            | Hongkong (HKG) · Csu Cseng-csu (Zhu Chengzhu) · Léj Hou-chíng (Lee Ho Ching) · Tou Hój-kam (Doo Hoi Kem) · 3–2 | Dél-Korea (KOR) · Cson Dzsihi (Jeon Ji-hee) · Sin Jubin (Shin Yu-bin) · I Unhje (Lee Eun-hye) · 0–3 | kiesett           | kiesett           | 5.       |

Vegyes
| Versenyző                            | Versenyszám  | Nyolcaddöntő                                                                | Negyeddöntő                                                                                                | Elődöntő          | Döntő             | Helyezés |
| Versenyző                            | Versenyszám  | Ellenfél Eredmény                                                           | Ellenfél Eredmény                                                                                          | Ellenfél Eredmény | Ellenfél Eredmény | Helyezés |
| ------------------------------------ | ------------ | --------------------------------------------------------------------------- | --- | ----------------- | ----------------- | -------- |
| Kristian Karlsson Christina Källberg | Vegyes páros | Kuba (CUB) · Jorge Campos · Daniela Fonseca · 6–11, 12–10, 11–9, 11–7, 11–9 | Észak-Korea (PRK) · Ri Dzsongsik (Ri Jong-sik) · Kim Gumjong (Kim Kum-yong) · 7–11, 8–11, 11–9, 4–11, 8–11 | kiesett           | kiesett           | 5.       |

## Atlétika
Férfi
| Versenyző         | Versenyszám     | Selejtező | Selejtező | Selejtező | Előfutam | Előfutam | Előfutam | Vigaszág | Vigaszág | Vigaszág | Elődöntő | Elődöntő | Elődöntő | Döntő   | Döntő    |
| Versenyző         | Versenyszám     | Idő       | Hely.     | Össz.     | Idő      | Hely.    | Össz.    | Idő      | Hely.    | Össz.    | Idő      | Hely.    | Össz.    | Idő     | Helyezés |
| ----------------- | --------------- | --------- | --------- | --------- | -------- | -------- | -------- | -------- | -------- | -------- | -------- | -------- | -------- | ------- | -------- |
| Henrik Larsson    | 100 m           | kiemelt   | kiemelt   | kiemelt   | 10,24    | 7.       | 40.      |          |          |          | kiesett  | kiesett  | kiesett  | kiesett | kiesett  |
| Erik Erlandsson   | 200 m           |           |           |           | 20,65    | 7.       | 31.      | 20,49    | 1.       | 5.       | 20,93    | 8.       | 23.      | kiesett | kiesett  |
| Andreas Kramer    | 800 m           |           |           |           | 1:44,93  | 3.       | 4.       | erőnyerő | erőnyerő | erőnyerő | 1:46,52  | 7.       | 23.      | kiesett | kiesett  |
| Samuel Pihlström  | 1500 m          |           |           |           | 3:36,80  | 8.       | 21.      | 3:33,58  | 4.       | 25.      | kiesett  | kiesett  | kiesett  | kiesett | kiesett  |
| Carl Bengtström   | 400 m gát       |           |           |           | 49,34    | 4.       | 22.      | 48,63    | 1.       | 1.       | 49,56    | 6.       | 19.      | kiesett | kiesett  |
| Oskar Edlund      | 400 m gát       |           |           |           | 49,74    | 7.       | 28.      | 48,99    | 4.       | 27.      | kiesett  | kiesett  | kiesett  | kiesett | kiesett  |
| Suldan Hassan     | Maraton         |           |           |           |          |          |          |          |          |          |          |          |          | 2:11:21 | 28.      |
| Perseus Karlström | 20 km gyaloglás |           |           |           |          |          |          |          |          |          |          |          |          | 1:21:05 | 21.      |

| Versenyző        | Versenyszám   | Selejtező | Selejtező | Döntő    | Döntő    |
| Versenyző        | Versenyszám   | Eredmény  | Helyezés  | Eredmény | Helyezés |
| ---------------- | ------------- | --------- | --------- | -------- | -------- |
| Armand Duplantis | Rúdugrás      | 575 cm    | 1.*       | 625 cm   |          |
| Thobias Montler  | Távolugrás    | 782 cm    | 16.       | kiesett  | kiesett  |
| Daniel Ståhl     | Diszkoszvetés | 65,16 m   | 8.        | 66,95 m  | 7.       |
| Ragnar Carlsson  | Kalapácsvetés | 73,96 m   | 15.       | kiesett  | kiesett  |

Női
| Versenyző         | Versenyszám | Selejtező | Selejtező | Selejtező | Előfutam | Előfutam | Előfutam | Vigaszág | Vigaszág | Vigaszág | Elődöntő | Elődöntő | Elődöntő | Döntő   | Döntő    |
| Versenyző         | Versenyszám | Idő       | Hely.     | Össz.     | Idő      | Hely.    | Össz.    | Idő      | Hely.    | Össz.    | Idő      | Hely.    | Össz.    | Idő     | Helyezés |
| ----------------- | ----------- | --------- | --------- | --------- | -------- | -------- | -------- | -------- | -------- | -------- | -------- | -------- | -------- | ------- | -------- |
| Julia Henriksson  | 100 m       | kiemelt   | kiemelt   | kiemelt   | 11,26    | 5.       | 27.      |          |          |          | kiesett  | kiesett  | kiesett  | kiesett | kiesett  |
| Julia Henriksson  | 200 m       |           |           |           | 22,79    | 3.       | 16.      | erőnyerő | erőnyerő | erőnyerő | 22,88    | 6.       | 21.      | kiesett | kiesett  |
| Nora Lindahl      | 200 m       |           |           |           | 23,33    | 5.       | 35.      | 23,51    | 5.       | 39.      | kiesett  | kiesett  | kiesett  | kiesett | kiesett  |
| Carolina Wikström | Maraton     |           |           |           |          |          |          |          |          |          |          |          |          | 2:34:20 | 52.      |

| Versenyző            | Versenyszám   | Selejtező | Selejtező | Döntő    | Döntő    |
| Versenyző            | Versenyszám   | Eredmény  | Helyezés  | Eredmény | Helyezés |
| -------------------- | ------------- | --------- | --------- | -------- | -------- |
| Maja Åskag           | Hármasugrás   | 13,79 m   | 19.       | kiesett  | kiesett  |
| Axelina Johansson    | Súlylökés     | 18,16 m   | 12.       | 18,03 m  | 10.      |
| Fanny Roos           | Súlylökés     | 18,17 m   | 10.       | 18,78 m  | 7.       |
| Vanessa Kamga        | Diszkoszvetés | 65,14 m   | 4.        | 65,05 m  | 5.       |
| Caisa-Marie Lindfors | Diszkoszvetés | 59,29 m   | 27.       | kiesett  | kiesett  |
| Thea Löfman          | Kalapácsvetés | 69,12 m   | 18.       | kiesett  | kiesett  |

* - négy másik versenyzővel azonos eredményt ért el

## Birkózás
Női
Szabadfogású
| Versenyző        | Versenyszám | Nyolcaddöntő                             | Negyeddöntő                              | Elődöntő          | Vigaszág elődöntő | Bronz- mérkőzés   | Döntő             | Helyezés |
| Versenyző        | Versenyszám | Ellenfél Eredmény                        | Ellenfél Eredmény                        | Ellenfél Eredmény | Ellenfél Eredmény | Ellenfél Eredmény | Ellenfél Eredmény | Helyezés |
| ---------------- | ----------- | ---------------------------------------- | ---------------------------------------- | ----------------- | ----------------- | ----------------- | ----------------- | -------- |
| Jonna Malmgren   | 53 kg       | Betzabeth Argüello (VEN) · kétvállas 5–3 | Pang Csien-jü (Pang Qianyu) (CHN) · 2–10 | kiesett           | kiesett           | kiesett           | kiesett           | 7.       |
| Johanna Lindborg | 62 kg       | Biljana Dudova (BUL) · 3–8               | kiesett                                  | kiesett           | kiesett           | kiesett           | kiesett           | 10.      |

## Cselgáncs
Férfi
| Versenyző    | Versenyszám | 32-es főtábla                      | Nyolcaddöntő                       | Negyeddöntő       | Elődöntő          | Vigaszág elődöntő | Bronz- mérkőzés   | Döntő             | Helyezés |
| Versenyző    | Versenyszám | Ellenfél Eredmény                  | Ellenfél Eredmény                  | Ellenfél Eredmény | Ellenfél Eredmény | Ellenfél Eredmény | Ellenfél Eredmény | Ellenfél Eredmény | Helyezés |
| ------------ | ----------- | ---------------------------------- | ---------------------------------- | ----------------- | ----------------- | ----------------- | ----------------- | ----------------- | -------- |
| Marcus Nyman | Középsúly   | Eduard Trippel (GER) · 01(2)–00(0) | Aram Grigorian (UAE) · 00(2)–10(2) | kiesett           | kiesett           | kiesett           | kiesett           | kiesett           | 9.       |

Női
| Versenyző      | Versenyszám | 32-es főtábla                                   | Nyolcaddöntő                             | Negyeddöntő                        | Elődöntő                          | Vigaszág elődöntő | Bronz- mérkőzés                        | Döntő             | Helyezés |
| Versenyző      | Versenyszám | Ellenfél Eredmény                               | Ellenfél Eredmény                        | Ellenfél Eredmény                  | Ellenfél Eredmény                 | Ellenfél Eredmény | Ellenfél Eredmény                      | Ellenfél Eredmény | Helyezés |
| -------------- | ----------- | ----------------------------------------------- | ---------------------------------------- | ---------------------------------- | --------------------------------- | ----------------- | -------------------------------------- | ----------------- | -------- |
| Tara Babulfath | Légsúly     | I Hjegjong (Lee Hye-kyeong) (KOR) · 10(0)–00(0) | Khalimajon Kurbonova (UZB) · 10(1)–00(0) | Assunta Scutto (ITA) · 10(1)–00(0) | Cunoda Nacumi (JPN) · 00(3)–10(2) |                   | Abiba Abuzhakynova (KAZ) · 10(2)–00(2) |                   |          |

## Golf
| Versenyző    | Versenyszám  | 1. forduló | 1. forduló | 2. forduló | 2. forduló | 3. forduló | 3. forduló | 4. forduló | 4. forduló | Összesen | Összesen | Összesen |
| Versenyző    | Versenyszám  | Pont       | Par        | Pont       | Par        | Pont       | Par        | Pont       | Par        | Pontszám | Par      | Helyezés |
| ------------ | ------------ | ---------- | ---------- | ---------- | ---------- | ---------- | ---------- | ---------- | ---------- | -------- | -------- | -------- |
| Ludvig Åberg | Férfi egyéni | 68         | −3         | 70         | −1         | 66         | −5         | 72         | +1         | 276      | −8       | =18.     |
| Alex Norén   | Férfi egyéni | 67         | −4         | 74         | +3         | 71         | 0          | 73         | +2         | 285      | +1       | =45.     |
| Linn Grant   | Női egyéni   | 74         | +2         | 71         | −1         | 73         | +1         | 71         | −1         | 289      | +1       | =27.     |
| Maja Stark   | Női egyéni   | 72         | 0          | 72         | 0          | 71         | −1         | 69         | −3         | 284      | −4       | =10.     |

## Gördeszka
Férfi
| Versenyző      | Versenyszám | Selejtező | Selejtező | Döntő   | Döntő   | Helyezés |
| Versenyző      | Versenyszám | Pont      | Hely.     | Pont    | Hely.   | Helyezés |
| -------------- | ----------- | --------- | --------- | ------- | ------- | -------- |
| Hampus Winberg | Egyéni park | 88,29     | 9.        | kiesett | kiesett | 9.       |

## Kajak-kenu

### Gyorsasági
Férfi
| Versenyző      | Versenyszám        | Előfutam | Előfutam | Előfutam | Negyeddöntő | Negyeddöntő | Negyeddöntő | Elődöntő | Elődöntő | Elődöntő | Döntő | Döntő   | Döntő    | Helyezés |
| Versenyző      | Versenyszám        | Idő      | Hely.    | Össz.    | Idő         | Hely.       | Össz.       | Idő      | Hely.    | Össz.    | Típus | Idő     | Helyezés | Helyezés |
| -------------- | ------------------ | -------- | -------- | -------- | ----------- | ----------- | ----------- | -------- | -------- | -------- | ----- | ------- | -------- | -------- |
| Martin Nathell | Kajak egyes 1000 m | 3:28,36  | 2.       | 5.       | erőnyerő    | erőnyerő    | erőnyerő    | 3:30,14  | 4.       | 8.       | A     | 3:31,06 | 7.       | 7.       |

Női
| Versenyző                   | Versenyszám        | Előfutam | Előfutam | Előfutam | Negyeddöntő | Negyeddöntő | Negyeddöntő | Elődöntő | Elődöntő | Elődöntő | Döntő | Döntő   | Döntő    | Helyezés |
| Versenyző                   | Versenyszám        | Idő      | Hely.    | Össz.    | Idő         | Hely.       | Össz.       | Idő      | Hely.    | Össz.    | Típus | Idő     | Helyezés | Helyezés |
| --------------------------- | ------------------ | -------- | -------- | -------- | ----------- | ----------- | ----------- | -------- | -------- | -------- | ----- | ------- | -------- | -------- |
| Melina Andersson            | Kajak egyes 500 m  | 1:51,84  | 3.       | 13.      | 1:49,21     | 1.          | 1.          | 1:50,79  | 4.       | 12.      | B     | 1:52,65 | 4.       | 12.      |
| Linnea Stensils             | Kajak egyes 500 m  | 1:50,16  | 1.       | 4.       | erőnyerő    | erőnyerő    | erőnyerő    | 1:50,75  | 3.       | 11.      | B     | 1:52,59 | 3.       | 11.      |
| Linnea Stensils Moa Wikberg | Kajak kettes 500 m | 1:40,97  | 2.       | 5.       | erőnyerő    | erőnyerő    | erőnyerő    | 1:40,06  | 5.       | 8.       | B     | 1:42,05 | 1.       | 9.       |

### Szlalom
Férfi
| Versenyző     | Versenyszám | Selejtező | Selejtező | Selejtező | Selejtező | Selejtező     | Selejtező     | Elődöntő | Elődöntő | Döntő  | Döntő    |
| Versenyző     | Versenyszám | 1. futam  | 1. futam  | 2. futam  | 2. futam  | Jobb eredmény | Jobb eredmény | Elődöntő | Elődöntő | Döntő  | Döntő    |
| Versenyző     | Versenyszám | Pont      | Hely.     | Pont      | Hely.     | Pont          | Hely.         | Pont     | Hely.    | Pont   | Helyezés |
| ------------- | ----------- | --------- | --------- | --------- | --------- | ------------- | ------------- | -------- | -------- | ------ | -------- |
| Isak Öhrström | Kajak egyes | 89,43     | 13.       | 135,55    | 21.       | 89,43         | 15.           | 94,69    | 9.       | 147,39 | 12.      |

Krossz
| Versenyző     | Versenyszám | Selejtező | Selejtező | 1. forduló                                                | 1. forduló | Vigaszág   | Vigaszág | Nyolcaddöntő                                                              | Nyolcaddöntő | Negyeddöntő | Negyeddöntő | Elődöntő   | Elődöntő | 5–8. helyért | 5–8. helyért | Döntő      | Döntő   | Helyezés |
| Versenyző     | Versenyszám | Idő       | Hely.     | Ellenfelek                                                | Hely.      | Ellenfelek | Hely.    | Ellenfelek                                                                | Hely.        | Ellenfelek  | Hely.       | Ellenfelek | Hely.    | Ellenfelek   | Hely.        | Ellenfelek | Hely.   | Helyezés |
| ------------- | ----------- | --------- | --------- | --------------------------------------------------------- | ---------- | ---------- | -------- | ------------------------------------------------------------------------- | ------------ | ----------- | ----------- | ---------- | -------- | ------------ | ------------ | ---------- | ------- | -------- |
| Isak Öhrström | Férfi       | 70,29     | 16.       | 5 csoport · Giovanni De Gennaro (ITA) · Joris Otten (NED) | 2.         | erőnyerő   | erőnyerő | 1 csoport · Joseph Clarke (GBR) · Jakub Grigar (SVK) · Peter Kauzer (SLO) | 4.           | kiesett     | kiesett     | kiesett    | kiesett  | kiesett      | kiesett      | kiesett    | kiesett | 28.      |

## Kerékpározás

### Hegyi-kerékpározás
| Versenyző      | Versenyszám      | Idő     | Helyezés |
| -------------- | ---------------- | ------- | -------- |
| Jenny Rissveds | Női terepverseny | 1:29:04 |          |

### Országúti kerékpározás
Férfi
| Versenyző        | Versenyszám   | Idő              | Helyezés |
| ---------------- | ------------- | ---------------- | -------- |
| Jakob Söderqvist | Mezőnyverseny | 6:33:56 (+14:22) | 58.      |

Női
| Versenyző          | Versenyszám   | Idő             | Helyezés |
| ------------------ | ------------- | --------------- | -------- |
| Caroline Andersson | Mezőnyverseny | 4:02:57 (+3:34) | 14.      |

## Kézilabda

### Férfi
| Svéd férfi kézilabdacsapat-játékoskeret | Svéd férfi kézilabdacsapat-játékoskeret                                                                                             |
| --- | --- |
| - Oscar Bergendahl - Jonathan Carlsbogård - Felix Claar - Max Darj - Jonathan Edvardsson - Jim Gottfridsson - Sebastian Karlsson - Albin Lagergren | - Felix Möller - Andreas Palicka - Lucas Pellas - Daniel Pettersson - Lukas Sandell - Tobias Thulin - Karl Wallinius - Hampus Wanne |
| Szövetségi kapitány: Glenn Solberg | |

#### Eredmények
Csoportkör
A csoport
| Hely. | Csapat              | M | Gy | D | V | G+  | G–  | Gk  | P | Továbbjutás |
| ----- | ------------------- | - | -- | - | - | --- | --- | --- | - | ----------- |
| 1.    | Németország (GER)   | 5 | 4  | 0 | 1 | 162 | 144 | +18 | 8 | Negyeddöntő |
| 2.    | Szlovénia (SLO)     | 5 | 3  | 0 | 2 | 140 | 142 | −2  | 6 | Negyeddöntő |
| 3.    | Spanyolország (ESP) | 5 | 3  | 0 | 2 | 151 | 148 | +3  | 6 | Negyeddöntő |
| 4.    | Svédország (SWE)    | 5 | 3  | 0 | 2 | 158 | 139 | +19 | 6 | Negyeddöntő |
| 5.    | Horvátország (CRO)  | 5 | 2  | 0 | 3 | 148 | 156 | −8  | 4 |             |
| 6.    | Japán (JPN)         | 5 | 0  | 0 | 5 | 143 | 173 | −30 | 0 |             |

| 2024. július 27. 19:00 | Németország (GER) | 30–27       | Svédország (SWE) | Paris Expo Porte de Versailles, Párizs Nézőszám: 5739 Játékvezetők: Hansen, Madsen (DEN) |
| 2024. július 27. 19:00 | Uščins 8          | (12–11)     | Wanne 8          | Paris Expo Porte de Versailles, Párizs Nézőszám: 5739 Játékvezetők: Hansen, Madsen (DEN) |
| 2024. július 27. 19:00 | 1× 1×             | Jegyzőkönyv | 2×               | Paris Expo Porte de Versailles, Párizs Nézőszám: 5739 Játékvezetők: Hansen, Madsen (DEN) |

| 2024. július 29. 16:00 | Svédország (SWE) | 29–26       | Spanyolország (ESP) | Paris Expo Porte de Versailles, Párizs Nézőszám: 5764 Játékvezetők: Horáček, Novotný (CZE) |
| 2024. július 29. 16:00 | három játékos 5  | (11–11)     | Fernández 7         | Paris Expo Porte de Versailles, Párizs Nézőszám: 5764 Játékvezetők: Horáček, Novotný (CZE) |
| 2024. július 29. 16:00 | 4× 1×            | Jegyzőkönyv | 5× 1×               | Paris Expo Porte de Versailles, Párizs Nézőszám: 5764 Játékvezetők: Horáček, Novotný (CZE) |

| 2024. július 31. 16:00 | Szlovénia (SLO) | 29–24       | Svédország (SWE) | Paris Expo Porte de Versailles, Párizs Nézőszám: 5813 Játékvezetők: Brunner, Salah (SUI) |
| 2024. július 31. 16:00 | Janc 10         | (15–14)     | Wanne 6          | Paris Expo Porte de Versailles, Párizs Nézőszám: 5813 Játékvezetők: Brunner, Salah (SUI) |
| 2024. július 31. 16:00 | 4× 1×           | Jegyzőkönyv | 3× 1× 1×         | Paris Expo Porte de Versailles, Párizs Nézőszám: 5813 Játékvezetők: Brunner, Salah (SUI) |

| 2024. augusztus 2. 14:00 | Horvátország (CRO) | 27–38       | Svédország (SWE) | Paris Expo Porte de Versailles, Párizs Nézőszám: 5774 Játékvezetők: Bonaventura, Bonaventura (FRA) |
| 2024. augusztus 2. 14:00 | Martinović 8       | (15–18)     | Pellas 9         | Paris Expo Porte de Versailles, Párizs Nézőszám: 5774 Játékvezetők: Bonaventura, Bonaventura (FRA) |
| 2024. augusztus 2. 14:00 | 4× 1×              | Jegyzőkönyv | 3×               | Paris Expo Porte de Versailles, Párizs Nézőszám: 5774 Játékvezetők: Bonaventura, Bonaventura (FRA) |

| 2024. augusztus 4. 9:00 | Svédország (SWE) | 40–27       | Japán (JPN) | Paris Expo Porte de Versailles, Párizs Nézőszám: 5808 Játékvezetők: Schulze, Tönnies (GER) |
| 2024. augusztus 4. 9:00 | Karlsson 6       | (16–9)      | Szugioka 9  | Paris Expo Porte de Versailles, Párizs Nézőszám: 5808 Játékvezetők: Schulze, Tönnies (GER) |
| 2024. augusztus 4. 9:00 | 2×               | Jegyzőkönyv | 2×          | Paris Expo Porte de Versailles, Párizs Nézőszám: 5808 Játékvezetők: Schulze, Tönnies (GER) |

Negyeddöntő
| 2024. augusztus 7. 17:30 | Dánia (DEN) | 32–31       | Svédország (SWE) | Stade Pierre-Mauroy, Lille Nézőszám: 26 449 Játékvezetők: Bonaventura, Bonaventura (FRA) |
| 2024. augusztus 7. 17:30 | Pytlick 9   | (16–16)     | Claar 7          | Stade Pierre-Mauroy, Lille Nézőszám: 26 449 Játékvezetők: Bonaventura, Bonaventura (FRA) |
| 2024. augusztus 7. 17:30 | 3× 2×       | Jegyzőkönyv | 4× 1×            | Stade Pierre-Mauroy, Lille Nézőszám: 26 449 Játékvezetők: Bonaventura, Bonaventura (FRA) |

| Csapat           | Helyezés |
| ---------------- | -------- |
| Svédország (SWE) | 7.       |

### Női
| Svéd női kézilabdacsapat-játékoskeret                                                                                            | Svéd női kézilabdacsapat-játékoskeret                                                                                               |
| --- | --- |
| - Tyra Axnér - Linn Blohm - Johanna Bundsen - Jenny Carlson - Evelina Eriksson - Nathalie Hagman - Elin Hansson - Sofia Hvenfelt | - Nina Koppang - Emma Lindqvist - Olivia Löfqvist - Mathilda Lundström - Jamina Roberts - Carin Strömberg - Kristin Thorleifsdóttir |
| Szövetségi kapitány: Tomas Axnér                                                                                                 | |

#### Eredmények
Csoportkör
A csoport
| Hely. | Csapat            | M | Gy | D | V | G+  | G–  | Gk  | P | Továbbjutás |
| ----- | ----------------- | - | -- | - | - | --- | --- | --- | - | ----------- |
| 1.    | Norvégia (NOR)    | 5 | 4  | 0 | 1 | 140 | 110 | +30 | 8 | Negyeddöntő |
| 2.    | Svédország (SWE)  | 5 | 4  | 0 | 1 | 140 | 125 | +15 | 8 | Negyeddöntő |
| 3.    | Dánia (DEN)       | 5 | 4  | 0 | 1 | 126 | 116 | +10 | 8 | Negyeddöntő |
| 4.    | Németország (GER) | 5 | 1  | 0 | 4 | 136 | 134 | +2  | 2 | Negyeddöntő |
| 5.    | Dél-Korea (KOR)   | 5 | 1  | 0 | 4 | 107 | 133 | −26 | 2 |             |
| 6.    | Szlovénia (SLO)   | 5 | 1  | 0 | 4 | 116 | 147 | −31 | 2 |             |

| 2024. július 25. 21:00 | Norvégia (NOR)  | 28–32       | Svédország (SWE) | Paris Expo Porte de Versailles, Párizs Nézőszám: 5808 Játékvezetők: García, Marín (ESP) |
| 2024. július 25. 21:00 | Mørk, Oftedal 7 | (17–15)     | Hagman 8         | Paris Expo Porte de Versailles, Párizs Nézőszám: 5808 Játékvezetők: García, Marín (ESP) |
| 2024. július 25. 21:00 | 3× 1×           | Jegyzőkönyv | 5× 1×            | Paris Expo Porte de Versailles, Párizs Nézőszám: 5808 Játékvezetők: García, Marín (ESP) |

| 2024. július 28. 14:00 | Svédország (SWE) | 31–28       | Németország (GER) | Paris Expo Porte de Versailles, Párizs Nézőszám: 5815 Játékvezetők: Pavićević, Ražnatović (MNE) |
| 2024. július 28. 14:00 | Carlson 7        | (19–12)     | három játékos 5   | Paris Expo Porte de Versailles, Párizs Nézőszám: 5815 Játékvezetők: Pavićević, Ražnatović (MNE) |
| 2024. július 28. 14:00 | 4×               | Jegyzőkönyv | 3×                | Paris Expo Porte de Versailles, Párizs Nézőszám: 5815 Játékvezetők: Pavićević, Ražnatović (MNE) |

| 2024. július 30. 21:00 | Svédország (SWE) | 23–25       | Dánia (DEN)    | Paris Expo Porte de Versailles, Párizs Nézőszám: 5834 Játékvezetők: Konjičanin, Konjičanin (BIH) |
| 2024. július 30. 21:00 | Hagman 6         | (14–14)     | négy játékos 4 | Paris Expo Porte de Versailles, Párizs Nézőszám: 5834 Játékvezetők: Konjičanin, Konjičanin (BIH) |
| 2024. július 30. 21:00 | 4×               | Jegyzőkönyv | 3× 1×          | Paris Expo Porte de Versailles, Párizs Nézőszám: 5834 Játékvezetők: Konjičanin, Konjičanin (BIH) |

| 2024. augusztus 1. 11:00 | Dél-Korea (KOR) | 21–27       | Svédország (SWE) | Paris Expo Porte de Versailles, Párizs Nézőszám: 5653 Játékvezetők: García, Paolantoni (ARG) |
| 2024. augusztus 1. 11:00 | Kang 5          | (11–16)     | Lindqvist 5      | Paris Expo Porte de Versailles, Párizs Nézőszám: 5653 Játékvezetők: García, Paolantoni (ARG) |
| 2024. augusztus 1. 11:00 | 2×              | Jegyzőkönyv |                  | Paris Expo Porte de Versailles, Párizs Nézőszám: 5653 Játékvezetők: García, Paolantoni (ARG) |

| 2024. augusztus 3. 16:00 | Szlovénia (SLO) | 23–27       | Svédország (SWE) | Paris Expo Porte de Versailles, Párizs Nézőszám: 5801 Játékvezetők: Brunner, Salah (SUI) |
| 2024. augusztus 3. 16:00 | Omoregie 9      | (14–11)     | Hagman 5         | Paris Expo Porte de Versailles, Párizs Nézőszám: 5801 Játékvezetők: Brunner, Salah (SUI) |
| 2024. augusztus 3. 16:00 | 2×              | Jegyzőkönyv | 1×               | Paris Expo Porte de Versailles, Párizs Nézőszám: 5801 Játékvezetők: Brunner, Salah (SUI) |

Negyeddöntő
| 2024. augusztus 6. 17:30 | Magyarország (HUN) | 32–36 (h. u.)  | Svédország (SWE) | Stade Pierre-Mauroy, Lille Nézőszám: 22 408 Játékvezetők: Konjičanin, Konjičanin (BIH) |
| 2024. augusztus 6. 17:30 | Klujber 11         | (15–16, 29–29) | Koppang 7        | Stade Pierre-Mauroy, Lille Nézőszám: 22 408 Játékvezetők: Konjičanin, Konjičanin (BIH) |
| 2024. augusztus 6. 17:30 | 3× 1×              | Jegyzőkönyv    | 4×               | Stade Pierre-Mauroy, Lille Nézőszám: 22 408 Játékvezetők: Konjičanin, Konjičanin (BIH) |

Elődöntő
| 2024. augusztus 8. 16:30 | Svédország (SWE) | 28–31 (h. u.)  | Franciaország (FRA) | Stade Pierre-Mauroy, Lille Nézőszám: 24 688 Játékvezetők: Kuttler, Merz (GER) |
| 2024. augusztus 8. 16:30 | Hagman 6         | (12–10, 25–25) | Horacek 8           | Stade Pierre-Mauroy, Lille Nézőszám: 24 688 Játékvezetők: Kuttler, Merz (GER) |
| 2024. augusztus 8. 16:30 | 3×               | Jegyzőkönyv    | 5× 1×               | Stade Pierre-Mauroy, Lille Nézőszám: 24 688 Játékvezetők: Kuttler, Merz (GER) |

Bronzmérkőzés
| 2024. augusztus 10. 10:00 | Dánia (DEN) | 30−25       | Svédország (SWE) | Stade Pierre-Mauroy, Lille Nézőszám: 13 179 Játékvezetők: Jørum, Kleven (NOR) |
| 2024. augusztus 10. 10:00 | Højlund 5   | (15−13)     | Hagman 5         | Stade Pierre-Mauroy, Lille Nézőszám: 13 179 Játékvezetők: Jørum, Kleven (NOR) |
| 2024. augusztus 10. 10:00 | 4× 1×       | Jegyzőkönyv | 3× 1×            | Stade Pierre-Mauroy, Lille Nézőszám: 13 179 Játékvezetők: Jørum, Kleven (NOR) |

| Csapat           | Helyezés |
| ---------------- | -------- |
| Svédország (SWE) | 4.       |

## Lovaglás
Díjlovaglás
| Versenyző                                      | Ló                                      | Versenyszám | Selejtező | Selejtező | Selejtező | Döntő   | Döntő   | Végeredmény | Végeredmény |
| Versenyző                                      | Ló                                      | Versenyszám | Csop.     | Pont      | Hely.     | Pont    | Hely.   | Pont        | Helyezés    |
| ---------------------------------------------- | --------------------------------------- | ----------- | --------- | --------- | --------- | ------- | ------- | ----------- | ----------- |
| Patrik Kittel                                  | Touchdown                               | Egyéni      | C         | 74,317    | 2.        | 80,854  | 14.     | 80,854      | 14.         |
| Therese Nilshagen                              | Dante Weltino OLD                       | Egyéni      | E         | 73,991    | 3.        | 74,714  | 18.     | 74,714      | 18.         |
| Juliette Ramel                                 | Buriel K.H.                             | Egyéni      | B         | 71,553    | 5.        | kiesett | kiesett | 71,553      | 25.         |
| Patrik Kittel Therese Nilshagen Juliette Ramel | Touchdown Dante Weltino OLD Buriel K.H. | Csapat      |           | 219,861   | 5.        | 212,811 | 7.      | 212,811     | 7.          |

Díjugratás
| Versenyző                                                   | Ló                                    | Versenyszám | Selejtező | Selejtező | Selejtező | Döntő        | Döntő        | Döntő        | Döntő     | Döntő     | Döntő     | Végeredmény |
| Versenyző                                                   | Ló                                    | Versenyszám | Selejtező | Selejtező | Selejtező | Alapverseny  | Alapverseny  | Alapverseny  | Szétugrás | Szétugrás | Szétugrás | Végeredmény |
| Versenyző                                                   | Ló                                    | Versenyszám | Bünt.     | Idő       | Hely.     | Bünt.        | Idő          | Hely.        | Bünt.     | Idő       | Hely.     | Helyezés    |
| ----------------------------------------------------------- | ------------------------------------- | ----------- | --------- | --------- | --------- | ------------ | ------------ | ------------ | --------- | --------- | --------- | ----------- |
| Rolf-Göran Bengtsson                                        | Zuccero HV                            | Egyéni      | 4         | 75,15     | 32.       | kiesett      | kiesett      | kiesett      |           |           |           | 32.         |
| Peder Fredericson                                           | Catch Me Not S                        | Egyéni      | 8         | 74,50     | 43.       | kiesett      | kiesett      | kiesett      |           |           |           | 43.         |
| Henrik von Eckermann                                        | King Edward                           | Egyéni      | 0         | 74,50     | 7.        | visszalépett | visszalépett | visszalépett |           |           |           | helyezetlen |
| Rolf-Göran Bengtsson Peder Fredericson Henrik von Eckermann | Zuccero HV Catch Me Not S King Edward | Csapat      | 17        | 237,93    | 8.        | 12           | 229,76       | 6.           |           |           |           | 6.          |

Lovastusa
| Versenyző                                   | Ló                                          | Versenyszám | Díjlovaglás | Díjlovaglás | Tereplovaglás | Tereplovaglás | Tereplovaglás | Díjugratás | Díjugratás  | Díjugratás | Díjugratás | Végeredmény | Végeredmény |
| Versenyző                                   | Ló                                          | Versenyszám | Díjlovaglás | Díjlovaglás | Tereplovaglás | Tereplovaglás | Tereplovaglás | Selejtező  | Selejtező   | Selejtező  | Döntő      | Végeredmény | Végeredmény |
| Versenyző                                   | Ló                                          | Versenyszám | Bünt.       | Hely.       | Bünt.         | Bünt. össz.   | Hely.         | Bünt.      | Bünt. össz. | Hely.      | Bünt.      | Bünt.       | Helyezés    |
| ------------------------------------------- | ------------------------------------------- | ----------- | ----------- | ----------- | ------------- | ------------- | ------------- | ---------- | ----------- | ---------- | ---------- | ----------- | ----------- |
| Frida Andersén                              | Box Leo                                     | Egyéni      | 33,30       | =33.        | 0,00          | 33,30         | 20.           | 0,00       | 33,30       | 13.        | 0,00       | 33,30       | 12.         |
| Louise Romeike                              | Caspian 15                                  | Egyéni      | 37,70       | =51.        | 0,80          | 38,50         | 25.           | 5,60       | 44,10       | 24.        | 0,40       | 44,50       | 24.         |
| Sofia Sjöborg                               | Bryjamolga vh Marienshof                    | Egyéni      | 33,30       | =33.        | 15,00         | 48,30         | 37.           | 4,80       | 53,10       | 33.        | kiesett    | 53,10       | 33.         |
| Frida Andersén Louise Romeike Sofia Sjöborg | Box Leo Caspian 15 Bryjamolga vh Marienshof | Csapat      | 104,30      | 13.         | 15,80         | 120,10        | 7.            |            |             |            | 10,40      | 130,50      | 6.          |

## Műugrás
Női
| Versenyző            | Versenyszám    | Selejtező | Selejtező | Elődöntő | Elődöntő | Döntő  | Döntő    |
| Versenyző            | Versenyszám    | Pont      | Helyezés  | Pont     | Helyezés | Pont   | Helyezés |
| -------------------- | -------------- | --------- | --------- | -------- | -------- | ------ | -------- |
| Emilia Nilsson Garip | Egyéni műugrás | 295,20    | 10.       | 279,60   | 11.      | 279,40 | 9.       |

## Ökölvívás
Férfi
| Versenyző     | Versenyszám | Selejtező                | Nyolcaddöntő                   | Negyeddöntő       | Elődöntő          | Döntő             | Helyezés |
| Versenyző     | Versenyszám | Ellenfél Eredmény        | Ellenfél Eredmény              | Ellenfél Eredmény | Ellenfél Eredmény | Ellenfél Eredmény | Helyezés |
| ------------- | ----------- | ------------------------ | ------------------------------ | ----------------- | ----------------- | ----------------- | -------- |
| Nebil Ibrahim | Pehelysúly  | Wasim Abusal (PLE) · 5–0 | Abdumalik Khalokov (UZB) · 0–5 | kiesett           | kiesett           | kiesett           | 9.       |

Női
| Versenyző        | Versenyszám | Selejtező                       | Nyolcaddöntő      | Negyeddöntő       | Elődöntő          | Döntő             | Helyezés |
| Versenyző        | Versenyszám | Ellenfél Eredmény               | Ellenfél Eredmény | Ellenfél Eredmény | Ellenfél Eredmény | Ellenfél Eredmény | Helyezés |
| ---------------- | ----------- | ------------------------------- | ----------------- | ----------------- | ----------------- | ----------------- | -------- |
| Agnes Alexiusson | Könnyűsúly  | María José Palacios (ECU) · 1–4 | kiesett           | kiesett           | kiesett           | kiesett           | 17.      |

## Öttusa
| Versenyző      | Versenyszám | Vívás (V) | Vívás (V) | Selejtező | Selejtező | Selejtező | Selejtező | Selejtező | Selejtező        | Selejtező        | Selejtező        | Selejtező | Selejtező | Selejtező | Selejtező      | Selejtező      | Selejtező      | Selejtező      | Selejtező   | Selejtező |
| Versenyző      | Versenyszám | Vívás (V) | Vívás (V) | Csoport   | Lovaglás  | Lovaglás  | Lovaglás  | Lovaglás  | Bónusz vívás (B) | Bónusz vívás (B) | Bónusz vívás (B) | Úszás     | Úszás     | Úszás     | Futás/Lövészet | Futás/Lövészet | Futás/Lövészet | Futás/Lövészet | Összesen    | Összesen  |
| Versenyző      | Versenyszám | Eredmény  | Pont      | Csoport   | Idő       | Hibapont  | Pont      | Hely.     | Eredmény         | Pont             | V+B Hely.        | Idő       | Pont      | Hely.     | Lövőhiba       | Idő            | Pont           | Hely.          | Összes pont | Helyezés  |
| -------------- | ----------- | --------- | --------- | --------- | --------- | --------- | --------- | --------- | ---------------- | ---------------- | ---------------- | --------- | --------- | --------- | -------------- | -------------- | -------------- | -------------- | ----------- | --------- |
| Marlena Jawaid | Női         | 18–17     | 215       | A         | 66,82     | 10        | 290       | 11.       | 0–1              | 0                | 10.              | 2:20,65   | 269       | 13.       | 21             | 12:09,81       | 571            | 13.            | 1345        | 12.       |
| Versenyző      | Versenyszám | Vívás (V) | Vívás (V) | Döntő     | Döntő     | Döntő     | Döntő     | Döntő     | Döntő            | Döntő            | Döntő            | Döntő     | Döntő     | Döntő     | Döntő          | Döntő          | Döntő          | Döntő          | Döntő       | Döntő     |
| Versenyző      | Versenyszám | Vívás (V) | Vívás (V) | Csoport   | Lovaglás  | Lovaglás  | Lovaglás  | Lovaglás  | Bónusz vívás (B) | Bónusz vívás (B) | Bónusz vívás (B) | Úszás     | Úszás     | Úszás     | Futás/Lövészet | Futás/Lövészet | Futás/Lövészet | Futás/Lövészet | Összesen    | Összesen  |
| Versenyző      | Versenyszám | Eredmény  | Pont      | Csoport   | Idő       | Hibapont  | Pont      | Hely.     | Eredmény         | Pont             | V+B Hely.        | Idő       | Pont      | Hely.     | Lövőhiba       | Idő            | Pont           | Hely.          | Összes pont | Helyezés  |
| Marlena Jawaid | Női         | 18–17     | 215       |           | kiesett   | kiesett   | kiesett   | kiesett   | kiesett          | kiesett          | kiesett          | kiesett   | kiesett   | kiesett   | kiesett        | kiesett        | kiesett        | kiesett        | 1345        | 24.       |

## Röplabda

### Strandröplabda

#### Férfi
| Versenyző                   | Csoportkör | Csoportkör | 16 közé jutásért  | Nyolcaddöntő                                                 | Negyeddöntő                                                     | Elődöntő                                                    | Döntő                                                            | Helyezés |
| Versenyző                   | Ellenfél Eredmény | Hely.      | Ellenfél Eredmény | Ellenfél Eredmény                                            | Ellenfél Eredmény                                               | Ellenfél Eredmény                                           | Ellenfél Eredmény                                                | Helyezés |
| --------------------------- | --- | ---------- | ----------------- | ------------------------------------------------------------ | --------------------------------------------------------------- | ----------------------------------------------------------- | ---------------------------------------------------------------- | -------- |
| David Åhman Jonatan Hellvig | A csoport · Ausztrália (AUS) · Izac Carracher · Mark Nicolaidis · 21–14, 21–19 · Katar (QAT) · Ahmed Tijan · Cherif Younousse · 21–15, 19–21, 18–20 · Olaszország (ITA) · Samuele Cottafava · Paolo Nicolai · 22–24, 17–21 | 3.         |                   | Kuba (CUB) · Jorge Alayo · Noslen Díaz · 21–11, 26–28, 15–11 | Brazília (BRA) · Arthur Lanci · Evandro Oliveira · 21–17, 21–16 | Katar (QAT) · Ahmed Tijan · Cherif Younousse · 21–13, 21–17 | Németország (GER) · Nils Ehlers · Clemens Wickler · 21–10, 21–13 |          |

## Sportlövészet
Férfi
| Versenyző               | Versenyszám           | Selejtező | Selejtező | Döntő   | Döntő    |
| Versenyző               | Versenyszám           | Pont      | Helyezés  | Pont    | Helyezés |
| ----------------------- | --------------------- | --------- | --------- | ------- | -------- |
| Victor Lindgren         | Légpuska              | 630,7     | 6.        | 251,4   |          |
| Victor Lindgren         | Sportpuska, összetett | 589       | 13.       | kiesett | kiesett  |
| Marcus Madsen           | Sportpuska, összetett | 589       | 12.       | kiesett | kiesett  |
| Marcus Madsen           | Légpuska              | 625,0     | 40.       | kiesett | kiesett  |
| Stefan Nilsson          | Skeet                 | 122(+6)   | 5.        | 27      | 5.       |
| Marcus Svensson         | Skeet                 | 118       | 18.       | kiesett | kiesett  |
| Rickard Levin-Andersson | Trap                  | 123(+0)   | 4.        | 30      | 4.       |

Női
| Versenyző        | Versenyszám   | Selejtező | Selejtező | Döntő   | Döntő    |
| Versenyző        | Versenyszám   | Pont      | Helyezés  | Pont    | Helyezés |
| ---------------- | ------------- | --------- | --------- | ------- | -------- |
| Stina Lawner     | Sportpisztoly | 573       | 30.       | kiesett | kiesett  |
| Victoria Larsson | Skeet         | 118       | 11.       | kiesett | kiesett  |

Vegyes
| Versenyző                        | Versenyszám | Selejtező | Selejtező | Döntő   | Döntő    |
| Versenyző                        | Versenyszám | Pont      | Helyezés  | Pont    | Helyezés |
| -------------------------------- | ----------- | --------- | --------- | ------- | -------- |
| Victoria Larsson Marcus Svensson | Skeet       | 136       | 15.       | kiesett | kiesett  |

## Triatlon
Egyéni
| Versenyző     | Versenyszám | 1,5 km úszás | Depózás 1 | 40 km kerékpározás | Depózás 2 | 10 km futás | Összesítés | Összesítés |
| Versenyző     | Versenyszám | Idő          | Idő       | Idő                | Idő       | Idő         | Idő        | Helyezés   |
| ------------- | ----------- | ------------ | --------- | ------------------ | --------- | ----------- | ---------- | ---------- |
| Tilda Månsson | Női         | 24:03        | 0:59      | 57:48              | 0:33      | 35:59       | 1:59:22    | 23.        |

## Úszás
Férfi
| Versenyző                                               | Versenyszám     | Előfutam | Előfutam | Előfutam | Elődöntő | Elődöntő | Elődöntő | Döntő   | Döntő    |
| Versenyző                                               | Versenyszám     | Idő      | Hely.    | Össz.    | Idő      | Hely.    | Össz.    | Idő     | Helyezés |
| ------------------------------------------------------- | --------------- | -------- | -------- | -------- | -------- | -------- | -------- | ------- | -------- |
| Björn Seeliger                                          | 50 m gyors      | 22,21    | 7.       | 31.      | kiesett  | kiesett  | kiesett  | kiesett | kiesett  |
| Björn Seeliger                                          | 100 m gyors     | 49,70    | 7.       | 40.      | kiesett  | kiesett  | kiesett  | kiesett | kiesett  |
| Victor Johansson                                        | 400 m gyors     | 3:47,98  | 5.       | 18.      |          |          |          | kiesett | kiesett  |
| Victor Johansson                                        | 800 m gyors     | 7:49,47  | 7.       | 16.      |          |          |          | kiesett | kiesett  |
| Victor Johansson                                        | 1500 m gyors    | 15:05,62 | 3.       | 17.      |          |          |          | kiesett | kiesett  |
| Erik Persson                                            | 200 m mell      | 2:10,35  | 4.       | 7.*      | 2:10,11  | 6.       | 13.      | kiesett | kiesett  |
| Robin Hanson Björn Seeliger Elias Persson Isak Eliasson | 4 × 100 m gyors | 3:15,71  | 7.       | 15.      |          |          |          | kiesett | kiesett  |

Női
| Versenyző                                                                | Versenyszám      | Előfutam | Előfutam | Előfutam | Elődöntő | Elődöntő | Elődöntő | Döntő   | Döntő    |
| Versenyző                                                                | Versenyszám      | Idő      | Hely.    | Össz.    | Idő      | Hely.    | Össz.    | Idő     | Helyezés |
| ------------------------------------------------------------------------ | ---------------- | -------- | -------- | -------- | -------- | -------- | -------- | ------- | -------- |
| Michelle Coleman                                                         | 50 m gyors       | 24,55    | 3.       | 7.       | 24,47    | 4.       | 9.       | kiesett | kiesett  |
| Michelle Coleman                                                         | 100 m gyors      | 54,10    | 5.       | 14.      | 53,75    | 7.       | 12.      | kiesett | kiesett  |
| Sarah Sjöström                                                           | 100 m gyors      | 52,99    | 1.       | 1.       | 52,87    | 3.       | 6.       | 52,16   |          |
| Sarah Sjöström                                                           | 50 m gyors       | 23,85    | 1.       | 1.       | 23,66    | 1.       | 1.       | 23,71   |          |
| Louise Hansson                                                           | 100 m hát        | 1:00,26  | 7.       | 15.      | 1:00,47  | 8.       | 15.      | kiesett | kiesett  |
| Louise Hansson                                                           | 100 m pillangó   | 57,57    | 4.       | 12.      | 56,93    | 4.       | 8.       | 57,34   | 8.       |
| Sophie Hansson                                                           | 100 m mell       | 1:06,66  | 5.       | 13.      | 1:06,96  | 6.       | 13.      | kiesett | kiesett  |
| Sophie Hansson                                                           | 200 m mell       | 2:28,10  | 6.       | 20.      | kiesett  | kiesett  | kiesett  | kiesett | kiesett  |
| Sarah Sjöström Michelle Coleman Sara Junevik Louise Hansson Sofia Åstedt | 4 × 100 m gyors  | 3:34,35  | 3.       | 4.       |          |          |          | 3:33,79 | 5.       |
| Hanna Rosvall Sophie Hansson Louise Hansson Sarah Sjöström               | 4 × 100 m vegyes | 3:57,33  | 4.       | 6.       |          |          |          | 3:56,92 | 7.       |

Vegyes
| Versenyző                                            | Versenyszám      | Előfutam | Előfutam | Előfutam | Döntő   | Döntő    |
| Versenyző                                            | Versenyszám      | Idő      | Hely.    | Össz.    | Idő     | Helyezés |
| ---------------------------------------------------- | ---------------- | -------- | -------- | -------- | ------- | -------- |
| Hanna Rosvall Erik Persson Sara Junevik Robin Hanson | 4 × 100 m vegyes | 3:46,15  | 7.       | 12.      | kiesett | kiesett  |

* - egy másik versenyzővel azonos időt ért el

## Vitorlázás
Női
| Versenyző                    | Versenyszám              | Futam | Futam | Futam | Futam | Futam | Futam | Futam | Futam | Futam | Futam | Futam | Futam | Futam | Futam | Futam | Futam   | Futam   | Futam   | Pontszám | Helyezés |
| Versenyző                    | Versenyszám              | 1     | 2     | 3     | 4     | 5     | 6     | 7     | 8     | 9     | 10    | 11    | 12    | 13    | 14    | 15-20 | N       | E       | É       | Pontszám | Helyezés |
| ---------------------------- | ------------------------ | ----- | ----- | ----- | ----- | ----- | ----- | ----- | ----- | ----- | ----- | ----- | ----- | ----- | ----- | ----- | ------- | ------- | ------- | -------- | -------- |
| Johanna Hjertberg            | IQFoil (Szörfvitorlázás) | 18    | 17    | 6     | 19    | 23    | 24    | 25    | 6     | 10    | 20    | 17    | 17    | 18    | 6     | X     | kiesett | kiesett | kiesett | 177      | 20.      |
| Josefin Olsson               | ILCA 6 (Laser radial)    | 36    | 23    | 28    | 9     | 12    | 1     | 5     | 19    | 31    | X     |       |       |       |       |       |         |         | kiesett | 128      | 17.      |
| Vilma Bobeck Rebecca Netzler | 49erFX osztály           | 14    | 6     | 15    | 4     | 15    | 10    | 2     | 1     | 5     | 1     | 1     | 17    |       |       |       |         |         | 2       | 76       |          |

Vegyes
| Versenyző                      | Versenyszám    | Futam | Futam | Futam | Futam | Futam | Futam | Futam | Futam | Futam | Futam | Futam | Futam | Futam | Pontszám | Helyezés |
| Versenyző                      | Versenyszám    | 1     | 2     | 3     | 4     | 5     | 6     | 7     | 8     | 9     | 10    | 11    | 12    | É     | Pontszám | Helyezés |
| ------------------------------ | -------------- | ----- | ----- | ----- | ----- | ----- | ----- | ----- | ----- | ----- | ----- | ----- | ----- | ----- | -------- | -------- |
| Emil Järudd Hanna Jonsson      | Nacra 17       | 13    | 18    | 10    | 8     | 9     | 14    | 16    | 13    | 1     | 7     | 6     | 9     | 12    | 118      | 10.      |
| Anton Dahlberg Lovisa Karlsson | 470-es osztály | 7     | 14    | 1     | 2     | 1     | 13    | 11    | 4     | X     | X     |       |       | 8     | 47       |          |

X - törölt futam